# Jacques Gréber
Pour les articles homonymes, voir Greber.
Jacques Henri Auguste Gréber, né le 10 septembre 1882 dans le 15e arrondissement de Paris et mort le  5 juin 1962 dans le 16e arrondissement de Paris, est un architecte français spécialisé dans l’architecture du paysage et dans le design urbain (en). Il était un ardent défenseur du style Beaux-Arts et un contributeur au mouvement City Beautiful, surtout à Philadelphie et à Ottawa.

## Famille
Il est le fils du sculpteur Henri-Léon Gréber et le petit-fils du céramiste Johan Peter Greber. 

## Formation
En 1901, il est admis à l’École nationale supérieure des beaux-arts, section architecture. Il obtient le prix Rougevin en 1906 et son diplôme d’architecte en 1909.
Pour compléter ses études, au lieu d’aller à Rome pour faire des relevés de monuments antiques, comme les « prix de Rome », il s’embarque pour les États-Unis. Il pense qu’il y a davantage à apprendre de ce côté de ce nouveau monde. Il a un grand talent de dessinateur, quelques dessins publiés le montrent, et les Américains apprécient beaucoup, à cette époque là, le style de rendu des projets français. C’est ce qu’ils appellent le style  Beaux-Arts .
En France, ce terme n’a pas la même signification et signifie plutôt académisme, voire « pompier ». Or, les œuvres d’architecture de Gréber sont bien dans leur temps et adhèrent au style moderne dès les années 1930. Ses réalisations architecturales sont là pour le montrer.[réf. nécessaire]

## Carrière aux États-Unis
Il commence une carrière d’architecte-paysagiste-urbaniste franco-américain. Sa notoriété est plus grande en Amérique du Nord qu’en France. 
Il dessine d’abord plusieurs jardins privés aux États-Unis pour des clients comme Clarence Mackay (1910, Harbor Hill à Roslyn (Long Island), New York, Joseph E. Widener (1913, Lynnewood Hall avec Horace Trumbauer) et Edward T. Stotesbury à Wyndmoor, Pennsylvanie (1914 – 1916).
En 1917, la ville de Philadelphie lui confie la maîtrise d’œuvre du Fairmount Parkway. Ce large espace était voulu depuis plusieurs années. Il mélange les circulations aux jardins et aux immeubles autour d’un axe principal, percé en diagonale du plan en damier de la ville, qui EST long de 1,2 km. C’est une de ses œuvres majeures, qui se nommera Benjamin Franklin Parkway, et relie l’hôtel de ville et la gare au grand parc Fairmount.
Le fond de la perspective est occupé par le Philadelphia Museum of Art, qui se détache sur les frondaisons du parc. En 1929, avec son confrère français Paul Philippe Cret, ils réaliseront le Rodin Museum sur ce site prestigieux, lieu de la plupart des monuments de la ville sont présents.
Il est chargé de deux missions par le Commissariat des affaires de guerre franco-américaines. Une est pour étudier les méthodes et techniques de construction aux États-Unis. L’autre est pour l’aide technique.
Après 10 ans de travail et d’observations, il revient en France et publie, en 1920, chez l’éditeur Payot un livre : L’Architecture aux États-Unis : Preuve de la force d’expansion du génie français, heureuse association de qualités admirablement complémentaires.
De nombreuses illustrations donnent une lecture complémentaire de son sujet. Son ouvrage aura du succès et sera le début de sa renommée en France. Il fera une conférence sur ce sujet à la Société des architectes du gouvernement (SADG) à Paris, et il développera particulièrement le thème de l'économie de main-d'œuvre par la répétition de modules.

## Carrière en France
En 1920, il est appelé à enseigner à l’'école des hautes études urbaines, qui deviendra, en 1924, l'Institut d'urbanisme de Paris. Il y enseignera jusqu'à sa mort à 80 ans. Cette même année, il gagne le « concours d’embellissement et d’extension de Paris pour l’aménagement des terrains de la ceinture fortifiée ». Avec son confrère Louis Marie Cordonnier, il gagne le concours pour le « plan d’aménagement et d’extension de la ville de Lille ». En 1924, il est nommé rapporteur de la Commission supérieure d’aménagement et d’extension des villes.
En 1922, il participe comme architecte paysagiste à l’ordonnancement de quatre cimetières américains en France : Fère-en-Tardenois (Aisne), Bois Belleau (Aisne), Suresnes (Hauts-de-Seine) et Romagne-sous-Montfaucon (Meuse).
Il a atteint une grande maîtrise dans l’art des jardins. Entre les deux guerres, il aura l’occasion d’exercer ce talent dans plusieurs propriétés. Il sait aussi bien restaurer des jardins anciens, celui de la villa Marlia en Toscane, en créer de nouveaux sur la Côte d’Azur : ceux de la villa Altana pour la famille Wesweiller à Antibes, à Grasse les jardins du château de Malbosc et ceux de la bastide Saint-François, une reprise des jardins de la villa Eilen roc au cap d’Antibes, et les jardins de la villa Espalmador au cap Ferrat.
Au Portugal, pour la Casa de Serralves à Porto, il crée un jardin très moderne, exemple de jardin de la période art déco, très lié à l’architecture de José Marques da Silva, les parties minérales sont traitées en rose dans la même couleur que la villa, les aménagements intérieurs sont confiés aux meilleurs artistes de l’époque, Lalique pour les verreries, Leleu pour la décoration, et Jacques-Emile Rulhmann pour le mobilier. L’ensemble montre une parfaite intégration des arts de construire dans un style commun. À Paris, il supervise la reconstruction de l'hôtel de Lamballe.
Sa manière d'appréhender l'urbanisme est originale. Il tient compte de ce qu'il a appris aux États-Unis où l'on place toujours des parcs ou des jardins dans les extensions urbaines. C’est une tradition anglo-saxonne. Il étudie minutieusement la ville existante, son climat, sa géographie, son histoire, le caractère de ses habitants, son paysage et propose des extensions en les reliant à l’existant, par des parcs, et des promenades. C’est une méthode qui se trouve à l'opposé de la pratique des urbanistes français adeptes de la charte d'Athènes, qui veulent tout détruire pour faire du neuf[style à revoir].
En France, après la Seconde Guerre mondiale, il n’a pas participé aux plans de reconstruction et à partir des années 1960, on a construit avec ces principes, sur des terrains à l’extérieur des villes (créant des banlieues), des groupes d’habitations importants, compacts, sans lien avec la ville, générant des problèmes de transport, d’équipements urbains et d’isolement.
Son activité continue d’urbanisme en France ne l'empêche pas de répondre à d'autres commandes. En 1931, il est chargé de section américaine de l'Exposition coloniale à Paris. Il compose le plan d’urbanisme de la ville de Saint-Joseph dans le Missouri aux États-Unis, il est conseiller au Plan régional de Delaware, Philadelphie et Pennsylvanie. Il est également sollicité en 1931 pour réaliser le premier Plan d'Aménagement, d'Embellissement et d'Extension de la ville de Marseille,.
Il publie, en 1935, chez l’éditeur Edari à Strasbourg, Quelques réalisations de Jacques Gréber avec 58 illustrations.
En 1937, il est l’architecte en chef de l’exposition internationale des Arts et Techniques à Paris. Cette exposition, comme les autres expositions universelles, laissera des traces importantes dans la ville. Le Trocadéro récemment reconstruit par l’architecte Jacques Carlu, s’ouvre largement sur la vue de la tour Eiffel. Les jardins du Trocadéro descendant de part et d'autre de grandes fontaines vers la Seine sont dessinés par Gréber. La couverture du train d’Orsay à Versailles[style à revoir] devient une promenade arborée sur 2 km,  « la promenade d'Australie ». Les jardins du Champ-de-Mars gagnent 10 ha, en déplaçant d’anciens bâtiments du mobilier national qui seront reconstruits aux Gobelins par l'architecte Auguste Perret.
Plus tard, Gréber dessinera devant ce bâtiment le parc Kellermann. Perret construira aussi le Palais des travaux publics place d’Iéna. Le musée d'Art moderne sera construit par l’architecte Dondel au sein du palais de Tokyo.
En 1938, il est promu officier de la Légion d'honneur, et en 1939, nommé architecte conseil de l'Exposition internationale de New York.

## Carrière au Canada
De 1945 à 1950, il est appelé une nouvelle fois par le Premier ministre du Canada pour dessiner le plan de la Colline du Parlement d'Ottawa ainsi que le plan Gréber (en), un plan directeur régional, assisté par Édouard Fiset, un de ses anciens étudiants. Gréber a laissé des plans et une méthode originale de leur application.
Il participe à la création d’un Comité d’aménagement de la capitale, une instance de dialogue sur l’application et l’évolution du plan, indépendante du pouvoir des élus locaux[réf. nécessaire]. 
De 1950 à 1960, il est nommé urbaniste au Conseil pour le réaménagement des villes de Québec et Montréal.

## Succession et legs
Il meurt en 1962. Il est inhumé au cimetière du Père-Lachaise (2e division),.
Son fils, Pierre, architecte, lui succède, ensemble ils construiront le premier immeuble de bureaux du quartier de La Défense pour la compagnie Esso, en 1961. Cet immeuble de verre en murs-rideaux de 12 étages, proche du Centre des nouvelles industries et technologies, sera le premier à être démoli pour céder la place à des tours beaucoup plus hautes posées sur une grande dalle. 
Gréber a laissé des archives à la Société des architectes du gouvernement. Ses œuvres sont toujours là pour témoigner de son activité, des documents dans les villes où il a travaillé. Il a écrit quelques livres, et de nombreux articles. Dans les revues spécialisées, L'Architecture d'aujourd'hui ou Urbanisme, Bon nombre d’articles traitent de son travail et de sa pensée.
La base de données Mérimée, dépendante de la conservation et de l'inventaire du patrimoine, sous la direction du ministère des Affaires culturelles a rédigé 61 fiches concernant ses œuvres en France.

## Principales œuvres
Il est surtout connu pour le plan directeur du Benjamin Franklin Parkway à Philadelphie, en 1917, pour son travail de maître architecte de l’Exposition internationale des Arts et Techniques dans la Vie moderne de Paris en 1937 et pour les plans d’Ottawa, sur lesquels il a travaillé de 1937 à 1950, avec une interruption durant la guerre. Il a été aussi à l'origine, au début des années 1950, du concept de l'avenue McGill College, artère prestigieuse de Montréal (Canada).
En France, il a travaillé, entre autres, sur les plans urbains de Lille, de Belfort, de Marseille (1930), d’Abbeville et de Rouen, entre les deux guerres.
Il a réalisé les plans des jardins de Whitemarsh Hall, qui est une des plus grandes résidences privées des États-Unis.

## Distinctions
- Officier de la Légion d'honneur (décret du 31 octobre 1938)[12]

## Hommages
Son nom a été donné à un important boulevard dans la ville de Gatineau au Québec, ville situé de l'autre côté de la rivière des Outaouais.